# 练市镇
练市镇，是中国浙江省湖州市南浔区下属的一个镇，总面积124.3平方公里，辖41个行政村和2个居委会，总人口约10.1万人，包括兩萬多的外來人口，亦有耕地八萬多塊。
练市镇位于南浔区东南隅，东邻桐乡市乌镇镇，南依桐乡石门镇，西连双林、善琏两镇，北接南浔。曾先后经过三次行政区域调整，区域范围扩展至四乡一镇（原练市镇、练市乡、荃仁乡、洪塘乡、花林乡）。该镇具有二千多年的悠久历史。作为城镇，练市成于秦汉，兴在晋、唐，相传古时乡人购琏成市，故名琏市，因吴语“琏”“练”同音，清同治9年以来始称“练市”。

## 行政区划

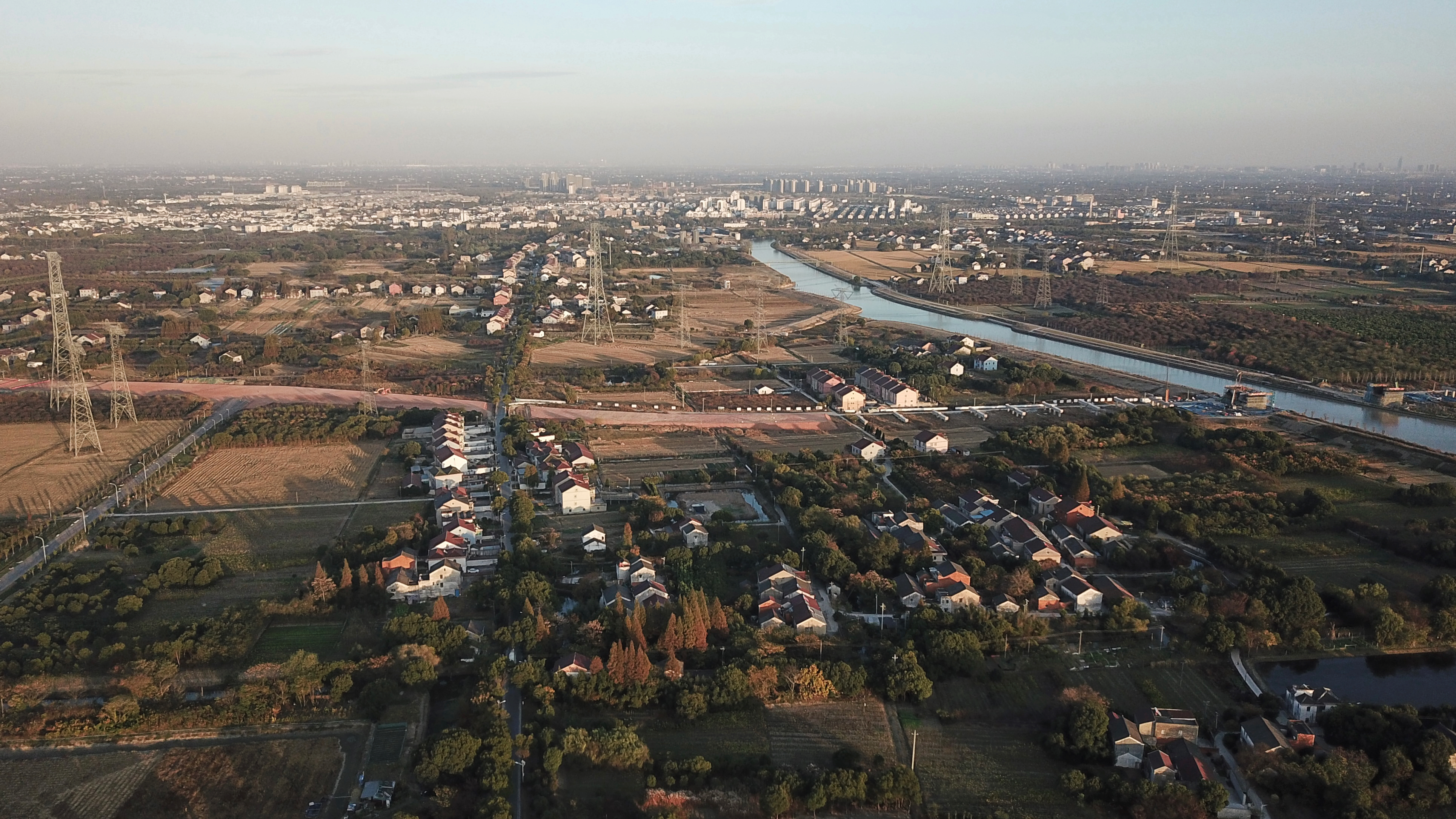
练市镇施浩村向东天际线，下方道路为花乌线。

下辖以下地区：
万兴路社区、再兴路社区、新华村、莲墩村、新丰村、新联村、练南村、朱家埭村、建新村、中心村、金塔村、悦新村、水产村、严家圩村、李家兜村、蔡家桥村、白水河村、庄家村、朱家兜村、钟家墩村、大虹桥村、慈茹桥村、荃步村、凌家堰村、杨树河村、松亭村、民安村、车塔村、柳堡村、召林村、洪福村、姚庄村、施浩村、丰登村、横塘村、达井村、农兴村、水口村、东堡村、新会村、花林村、西堡村和北堡村。